# 前畑停留場
前畑停留場（まえはたていりゅうじょう）は、愛知県豊橋市前畑町にある豊橋鉄道東田本線の停留場（電停）。停留場番号は8。

## 歴史
- 1925年（大正14年）12月25日：開業。

## 停留場構造
相対式2線2面の安全地帯であり、上下線とも交差点を越えたところに設置されている。ここから東田坂上方に急坂があり、東田方面行きホームはその坂の途中にあるため、勾配のあるホームとなる。

## 利用状況
西方向にある東八町停留場から東方向は住宅地となるため、当停留場周辺は地域住民の足としての利用が多い。

## 停留場周辺
- 豊橋市立旭小学校
- 多米街道（豊橋市）
- 市電通り（豊橋市）

## その他
- 大塚食品『MATCH』（2014年） のCM撮影が当停留場で行われたが、CM内に登場する停留場の名称は『廣瀬（ひろせ）』であった。ちなみに、同CMには広瀬アリスと広瀬すずが出演している[注釈 1][1][2]。
- 当停留場より東側の線路は、石畳となっている。

## 隣の停留場
豊橋鉄道
■東田本線
東八町停留場 (7) - 前畑停留場 (8) - 東田坂上停留場 (9)